# Henry Read Emmerson
Pour les articles homonymes, voir Emmerson.
Henry Read Emmerson (1883-1954), est un homme d'affaires et un homme politique canadien du Nouveau-Brunswick.
Henry Read Emmerson est né le 7 novembre 1883 à Dorchester, au Nouveau-Brunswick.
À l'instar de son père, Henry Robert Emmerson, il se lance en politique et tente de remporter son siège. Il échoue tout d'abord deux fois en 1923 et 1930 avant d'être finalement élu député libéral de la circonscription de Westmorland le 14 octobre 1935 face au candidat sortant, Otto Baird Price. Il est ensuite réélu en 1940 et 1945.
Sur avis de Louis St-Laurent, premier ministre du Canada, Emmerson est nommé sénateur le 25 juin 1949 (division sénatoriale de Dorchester) et le reste jusqu'à sa mort le 21 juin 1954.